# Décima Emenda à Constituição dos Estados Unidos
A Décima Emenda à Constituição dos  Estados Unidos (em inglês: Tenth Amendment to the United States Constitution), uma parte da Declaração de Direitos, foi ratificada em 15 de dezembro de 1791. Expressa o princípio do federalismo, também conhecido como direito dos estados, ao afirmar que o governo federal tem apenas os poderes que lhe são delegados pela Constituição, e que todos os demais poderes não proibidos aos estados pela Constituição são reservados a cada estado.

## Visão geral
A "Décima Emenda" foi proposta pelo primeiro Congresso dos Estados Unidos em 1789 durante seu primeiro mandato após a adoção da Constituição. Foi considerado por muitos membros como um pré-requisito antes de ratificarem a Constituição, e particularmente para atender às demandas dos antifederalistas, que se opunham à criação de um governo federal mais forte.
O objetivo desta emenda é esclarecer como os poderes do governo federal devem ser interpretados e reafirmar a natureza do federalismo.
Os juízes e analistas têm questionado publicamente se a Décima Emenda retém qualquer significado jurídico.

## Origens
A "Décima Emenda" é semelhante ao Artigo II dos Artigos da Confederação:

Cada estado retém sua soberania, liberdade e independência, e todo poder, jurisdição e direito, que não seja por esta Confederação expressamente delegado aos Estados Unidos, no Congresso reunido.

Depois que a Constituição foi ratificada, o Representante da Carolina do Sul Thomas Tudor Tucker e o Representante de Massachusetts Elbridge Gerry propuseram separadamente emendas semelhantes limitando o governo federal aos poderes "expressamente" delegados, o que teria negado os poderes implícitos. James Madison se opôs às emendas, afirmando que "era impossível confinar um governo ao exercício de poderes expressos; devem necessariamente ser admitidos poderes por implicação, a menos que a Constituição descesse para recontar todas as minúcias". A versão da emenda com "expressamente delegada" foi derrotada, o Representante de Connecticut Roger Sherman redigiu a "Décima Emenda" em sua forma ratificada, omitindo o termo "expressamente". A linguagem de Sherman permitiu uma leitura abrangente dos poderes implícitos na Cláusula Necessária e Adequada.
Quando James Madison apresentou a "Décima Emenda" no Congresso, ele explicou que muitos estados estavam ansiosos para ratificar esta emenda, apesar dos críticos que consideraram a emenda supérflua ou desnecessária:
Vejo, ao examinar as alterações propostas pelas convenções estaduais, que vários estão particularmente ansiosos para que seja declarado na Constituição, que os poderes nela não delegados sejam reservados aos vários Estados. Talvez palavras que podem definir isso com mais precisão do que todo o instrumento agora o faz possam ser consideradas supérfluas. Admito que podem ser considerados desnecessários: mas não há mal nenhum em fazer tal declaração, se os senhores permitirem que o fato seja como foi declarado. Tenho certeza de que entendo isso e, portanto, proponho isso.

Os estados ratificaram a "Décima Emenda", recusando-se a sinalizar que existem poderes não enumerados além dos direitos não enumerados. A emenda tornou inequívoco o que anteriormente havia sido, no máximo, uma mera sugestão ou implicação.
A frase "... ou para o povo" foi escrita à mão pelo escrivão do Senado enquanto a Declaração de Direitos circulava entre as duas Casas do Congresso.

## Redação
| “ | Os poderes não delegados aos Estados Unidos pela Constituição, nem proibidos por ela aos Estados, são reservados aos Estados, respectivamente, ou ao povo. | ” |